# Dolmen de Rascassols
Le dolmen de Rascassols (également appelé dolmen de Galaberte) est un dolmen situé à Saint-Hippolyte-du-Fort, dans l'ouest du département du Gard, en France. Il se trouve au bout d'une route secondaire. Rascassols signifie pierre plate en occitan.

## Description
Le dolmen, restauré en 1990, est l'un des plus grands du Gard. Le cairn qui recouvrait autrefois le site mégalithique a été en partie arasé. Ses dimensions sont cependant encore reconnaissables. Rascassols dispose d'un couloir d'environ 10 mètres de long, stabilisé lors de la restauration avec des pierres sèches, qui mène à une chambre carrée de 2,5 m de côté. La dalle de plafond mesure 2,3 × 2,9 m, et a une épaisseur de 60 cm. L'accès est constitué de pierres qui ont été positionnées ou taillées de manière à former un accès triangulaire.

## Protection
Le dolmen est classé Monument historique depuis 1990.